# Drezdenko
Drezdenko este un oraș în Polonia. Are 10.421 locuitori (2004). Ca oraș german se numea Driesen (din Brandenburg).

## Personalități
- Karl Ludwig Hencke
- Karl Ludwig Kahlbaum
- Adam Krieger